# Konrad Schmidt
Konrad Albert Schmidt (né le 2 août 1984 à Santa Rosa, Californie, États-Unis) est un joueur de baseball évoluant à la position de receveur dans la Ligue majeure de baseball en 2010 et 2012.

## Carrière
Konrad Schmidt signe son premier contrat professionnel avec les Diamondbacks de l'Arizona en 2007. Après avoir joué en ligue mineure, le receveur fait ses débuts dans les majeures avec les Diamondbacks le 13 septembre 2010. Il réussit son premier coup sûr en carrière le 1er octobre suivant aux dépens du lanceur John Ely des Dodgers de Los Angeles.
Schmidt joue 4 matchs pour les Diamondbacks en 2010 et 4 autres en 2012, jouant autrement en ligue mineure avec les Aces de Reno.